# IATA aerodromski kodovi
IATA aerodromski kodovi, također poznati i kao IATA-ino određivanje lokacije, IATA-in kod stanice ili jednostavno pokazatelj lokacije je troslovni kod kojim se označuju zračne luke  širom svijeta, a definirala ga je Međunarodna udruga za zračni prijevoz (IATA). Oznaka je vidljivo prikazana na prtljažnom tegu koji se na šalteru za registraciju putnika stavlja na svaku prtljagu.
Korištenje ovih kodova uređuje IATA-ina Rezolucija 763. Kodovi se objavljuju dva puta godišnje u IATA Airline Coding imeniku. Većina zemalja u svojim službenim zrakoplovnim publikacijama koriste ICAO kodove umjesto IATA-inih.
IATA također izdaje kodove za željezničke stanice kao i za službe prihvata i otpreme zrakolopva na zračnim lukama. Kodovi željezničkih kolodvora često se usklađuju sporazumima (kao što su Amtrak, SNCF French Rail, Deutsche Bahn) između zrakoplovnih i željezničkih prijevoznika. 

## Vanjske poveznice
- IATA  Arhivirana inačica izvorne stranice od 10. travnja 2009. (Wayback Machine)
- IATA kodni sustav
- United Nations Code for Trade and Transport Locations (UN/LOCODE) - uključuje IATA kodove
- Airport ABCs: An Explanation of Airport Identifier Codes. Air Line Pilot. Air Line Pilots Association. Prosinac 1994. Inačica izvorne stranice arhivirana 7. veljače 2009. Pristupljeno 2. svibnja 2010.
- Database with extended search functionality
- Searchable database includes both IATA and ICAO codes
- Airport IATA/ICAO Designator / Code Database Search